# Deutsche Fünfkampf-Meisterschaft
Die Deutsche Fünfkampf-Meisterschaft wurde von 1936 bis 1979 in der Karambolagevariante Fünfkampf ausgetragen. Ausgerichtet wurde die Meisterschaft an verschiedenen Orten.

## Geschichte
Rekordsieger August Tiedtke, der den Titel fünfmal gewann, war 1937 auch der erste deutsche Weltmeister in dieser Disziplin des Karambolsports. Es folgten Walter Lütgehetmann mit vier Titeln (1939, 1954, 1955 und 1959) und Dieter Müller der den Titel dreimal (1975, 1977 und 1979) gewann. Die Rekorde sind sehr schwer zu vergleichen, da sie bei verschiedenen Distanzen und aufgestellt wurden. Nachdem die Distanzen 1974 halbiert wurden, wurde es noch schwerer den verhältnismässigen Generaldurchschnitt (VGD) und den besten verhältnismässigen Einzeldurchschnitt (BVED) zu ermitteln. Die Werte sind nicht 1:1 zu vergleichen mit den älteren Werten. Nach 1979 wurden auch noch Mehrkampfmeister gewertet. Diese ergaben sich aus keinem Turnier, sondern durch Punktevergabe der diversen Meisterschaften der Saison.

## Modus
Folgende Distanzen (Punkte) wurden im Laufe der Jahre gespielt:
| Jahr            | Freie Partie | Cadre 45/2-47/2-47/1 | Cadre 71/2 | Einband | Dreiband |
| --------------- | ------------ | -------------------- | ---------- | ------- | -------- |
| 1936–1947       | 200          | 150 (45/2)           | 100        | 50      | 20       |
| 1948-1950/51    | 200          | 150 (47/2)           | 100        | 50      | 20       |
| 1953/54–1954/55 | 500          | 400 (47/2)           | 300        | 150     | 50       |
| 1958/59–1968/69 | 500          | 400 (47/2)           | 300        | 200     | 60       |
| 1974/75–1978/79 | 250          | 150 (47/1)           | 150        | 100     | 30       |

## Turnierrekordentwicklung
| GD     | Name                | Jahr |
| ------ | ------------------- | ---- |
| 029,91 | August Tiedtke      | 1936 |
| 031,64 | August Tiedtke      | 1938 |
| 035,33 | August Tiedtke      | 1947 |
| 036,60 | August Tiedtke      | 1948 |
| 046,13 | Walter Lütgehetmann | 1954 |
| 215,56 | Dieter Müller       | 1969 |

| BED    | Name           | Jahr |
| ------ | -------------- | ---- |
| 039,59 | August Tiedtke | 1936 |
| 043,43 | August Tiedtke | 1938 |
| 044,56 | Werner Sorge   | 1939 |
| 047,67 | August Tiedtke | 1947 |
| 056,94 | August Tiedtke | 1948 |
| 314,28 | Dieter Müller  | 1969 |

## Turnierstatistik
Der VGD gibt den Verhältnismäßigen Generaldurchschnitt des jeweiligen Spielers während des Turniers an.
| Nr. | Jahr    | Ort             | Gold                | Gold   | Silber              | Silber | Bronze              | Bronze |
| Nr. | Jahr    | Ort             | Name                | VGD    | Name                | VGD    | Name                | VGD    |
| --- | ------- | --------------- | ------------------- | ------ | ------------------- | ------ | ------------------- | ------ |
| 01  | 1936    | Bremen          | August Tiedtke      | 29,91  | Werner Sorge        | 18,74  | Carl Foerster       | 23,36  |
| 02  | 1938    | Aachen          | August Tiedtke      | 31,64  | Walter Joachim      | 26,50  | Carl Foerster       | 27,18  |
| 03  | 1939    | Magdeburg       | Walter Lütgehetmann | 29,05  | Ernst Rudolph       | 28,18  | Werner Sorge        | 23,03  |
| 04  | 1940    | Leipzig         | Ernst Reicher       | 26,06  | Otto Unshelm        | 19,25  | Josef Bolz          | 14,40  |
| 05  | 1947    | Düsseldorf      | August Tiedtke      | 35,33  | Siegfried Spielmann | 24,21  | Gerd Thielens       | 22,90  |
| 06  | 1948    | Düsseldorf      | August Tiedtke      | 36,60  | Walter Lütgehetmann | 31,91  | Siegfried Spielmann | 23,24  |
| 07  | 1949/50 | Mönchengladbach | August Tiedtke      | 30,34  | Siegfried Spielmann | 27,63  | Ernst Rudolph       | 24,30  |
| 08  | 1953/54 | Frankfurt       | Walter Lütgehetmann | 46,13  | Ernst Rudolph       | 31,01  | August Tiedtke      | 39,87  |
| 09  | 1954/55 | Köln            | Walter Lütgehetmann | 45,13  | Ernst Rudolph       | 35,51  | Siegfried Spielmann | 34,00  |
| 10  | 1958/59 | Nürnberg        | Walter Lütgehetmann | 43,73  | Siegfried Spielmann | 31,69  | Ernst Rudolph       | 35,81  |
| 11  | 1964/65 | Berlin          | Siegfried Spielmann | 37,55  | August Tiedtke      | 32,88  | Joachim Eiter       | 29,71  |
| 12  | 1968/69 | Hannover        | Siegfried Spielmann | 116,31 | Dieter Müller       | 215,56 | Peter Sporer        | 63,69  |
| 13  | 1974/75 | Essen           | Dieter Müller       | 76,73  | Klaus Hose          | 79,02  | Dieter Wirtz        | 22,37  |
| 14  | 1976/77 | Berlin          | Dieter Müller       | 147,35 | Günter Siebert      | 64,90  | Peter Sporer        | 43,89  |
| 15  | 1978/79 | Dülmen          | Dieter Müller       | 117,04 | Thomas Wildförster  | 96,35  | Klaus Hose          | 83,16  |

| Nr. | Jahr    | Ort                | Gold               | Gold        | Silber             | Silber     | Bronze             | Bronze      |
| Nr. | Jahr    | Ort                | Name               | Punkte/VGD  | Name               | Punkte/VGD | Name               | Punkte/VGD  |
| --- | ------- | ------------------ | ------------------ | ----------- | ------------------ | ---------- | ------------------ | ----------- |
| 16  | 1981/82 | Elversberg/Krefeld | Klaus Hose         | 18,0/85,78  | Thomas Wildförster | 17,5/88,78 | Dieter Wirtz       | 17,0/48,61  |
| 17  | 1982    | Gladbeck           | Thomas Wildförster | 16,5/86,16  | Wolfgang Zenkner   | 16,0/87,29 | Günter Siebert     | 15,0/67,78  |
| 18  | 1983    | Gütersloh          | Wolfgang Zenkner   | 20,0/69,17  | Klaus Hose         | 19,5/84,75 | Thomas Wildförster | 15,0/120,71 |
| 19  | 1984    | Gelsenkirchen      | Wolfgang Zenkner   | 16,0/139,74 | Klaus Hose         | 13,0/97,30 | Dieter Wirtz       | 9,0/66,49   |

Quellen: